# Sindrome da deplezione del DNA mitocondriale
La sindrome da deplezione del DNA mitocondriale (sigle inglesi: MDS o MDDS) è la denominazione di un gruppo di disordini autosomici recessivi che causa un calo significativo di DNA mitocondriale nei tessuti colpiti. I sintomi possono essere una combinazione di miopatia, epatopatia, o encefalopatia. Queste sindromi colpiscono rispettivamente il tessuto del muscolo, del fegato, o sia del muscolo che del cervello. Il disturbo solitamente risulta fatale durante l'infanzia o la prima infanzia, nonostante alcuni malati siano sopravvissuti oltre l'adolescenza con la variante miopatica ed altri siano sopravvissuti fino all'età adulta con la variante encefalopatica SUCLA2. Al momento non ci sono cure per nessuna forma di MDDS, nonostante alcuni trattamenti preliminari abbiano mostrato una riduzione dei sintomi.

## Classificazione
Le sindromi da deplezione del DNA mitocondriale sono un gruppo di malattie genetiche che hanno una patologia in comune: una carenza di DNA funzionante nei mitocondri. Solitamente le MDDS vengono suddivise in quattro diverse categorie:
- una forma che principalmente colpisce muscoli, determinata da una mutazione gene TK2;
- una forma che principalmente colpisce il cervello e i muscoli, determinata da una mutazione dei geni SUCLA2, SUCLG1, o RRM2B;
- una forma che principalmente colpisce il cervello ed il fegato, determinata da una mutazione nei geni strutturali codificatori degli enzimi DGUOK, MPV17, POLG, o PEO1 (chiamata anche C10orf2);
- una forma che principalmente colpisce il cervello e il tratto gastrointestinale, determinata dalla mutazione del gene strutturale TYMP codificatore dell'enzima ECGF1.

## Sintomi
Tutte le forme di MDDS sono molto rare. La sindrome causa una grande gamma di sintomi, che possono mostrarsi nei neonati, nei bambini, negli adolescenti, negli adulti, in base al genere di MDDS; in base al quale ogni sintomo è diverso.
Riguardo alla sindrome corrispondente alla mutazione del gene TK2, i bambini si sviluppano normalmente, ma intorno ai due anni di età, iniziano a mostrarsi sintomi di una generale debolezza muscolare (chiamata ipotonia), stanchezza, carenza di energia e difficoltà nel nutrirsi. Alcuni bambini iniziano a perdere il controllo dei muscoli della faccia, della bocca e della gola e ci possono essere difficoltà nell'ingoiare. Le facoltà motorie che sono state imparate possono essere perse, ma generalmente la funzionalità del cervello e la abilità di pensiero non vengono colpite.
Riguardo alla sindrome corrispondente alla mutazione del gene SUCLA2 o SUCLG1 che principalmente colpisce il cervello e i muscoli, l'ipotonia generalmente sorge nei bambini prima dei 6 mesi, i loro muscoli iniziano a deperire e compare un ritardo nell'apprendimento psicomotorio (abilità di base come camminare, parlare e nei movimenti coordinati intenzionalmente).  La spina dorsale spesso inizia a curvarsi (scoliosi or cifosi) e il bambino spesso si muove in modo anormale (distonia, atetosi o corea), manifestando difficoltà nel nutrirsi, reflussi acidi, perdita dell'udito, crescita sottosviluppata e difficoltà nel respirare che può portare a frequenti infezioni polmonari.  Alcune volte si sviluppa epilessia.
Riguardo alla sindrome corrispondente alla mutazione del gene RRM2B che principalmente colpisce il cervello e i muscoli, appaiono nei primi mesi ipotonia, sintomi da acidosi lattica come nausea, vomito, e rapidi e profondi respiri, scarso sviluppo dell'organismo, dimensioni ridotte della testa, ritardo o regressione nei movimenti e perdita dell'udito.  Molti apparati dell'organismo vengono colpiti.
Riguardo alla sindrome corrispondente alla mutazione del DGUOK che principalmente colpisce il cervello e il fegato, esistono due forme. Una forma riguarda i neonati o i bambini molto piccoli i cui sintomi sorgono da molteplici problemi in diversi organi durante la prima settimana di vita, specialmente i sintomi dovuti ad acidosi lattica, così come un basso livello glicemico nel sangue.  Durante le prime settimane di vita i pazienti possono sviluppare un'insufficienza epatica, la correlata itterizia e il rigonfiamento addominale, e molti problemi neurologici tra i quali lo sviluppo di ritardi, regressione e nistagmo.  Raramente, nella categoria delle malattie che sono già rare, sintomi relativi solo alla malattia del fegato emergono più tardi durante l'infanzia.
Riguardo alla sindrome corrispondente alla mutazione del MPV17 che principalmente colpisce il cervello ed il fegato, i sintomi sono simili a quelli causati dal DGUOK e anche questi emergono subito dopo la nascita, generalmente con meno e meno gravi problemi neurologici.  C'è un sottogruppo di persone discendenti dai Navajo che hanno sviluppato la neuropatopatia Navajo, i quali in aggiunta a questi sintomi hanno anche ossa che si rompono facilmente senza dolore, mani o piedi deformati e problemi con la loro cornea.
Riguardo alla sindrome corrispondente alla mutazione del POLG che principalmente colpisce il cervello ed il fegato, i sintomi sono molto diversi e possono emergere in un qualsiasi momento da subito dopo la nascita fino all'anzianità. I primi segni della malattia, che riguarda anche intrattabili crisi di convulsioni e un fallimento nel raggiungere significative obiettivi fondamentali, solitamente si verifica durante l'infanzia, dopo il primo anno di vita, ma a volte anche durante il quinto. Principali sintomi della malattia sono un ritardo nello sviluppo, un progressivo ritardo mentale, ipotonia, spasticità con possibilità di degenerazione in tetraplegia, e una progressiva demenza. Le crisi di convulsioni possono includere epilessia parziale continua, un tipo di convulsione che consiste in spasmi miocenici (muscolari) ripetuti. Può verificarsi una atrofia del nervo ottico, che spesso porta a cecità. Può verificarsi una degenerazione verso la sordità. Inoltre, sebbene segni fisici di disfunzioni epatiche possono non presentarsi, molte persone soffrono di una menomazione del fegato che li porta all'insufficienza.
Riguardo alla sindrome corrispondente alla mutazione del PEO1/C10orf2 che principalmente colpisce il cervello ed il fegato, i sintomi emergono subito dopo la nascita o durante la prima infanzia, con ipotonia, sintomi di acidosi lattica, fegato ingrossato, problemi nel nutrirsi, scarso sviluppo dell'organismo e un ritardo nelle facoltà psicomotrici.  Neurologicamente, lo sviluppo è rallentato o fermato, ed emerge epilessia, così come problemi sensoriali come la perdita del controllo degli occhi e sordità, problemi neuromuscolari come una carenza di riflessi, atrofia muscolare, convulsioni ed epilessia.
Riguardo alla sindrome corrispondente alla mutazione del ECGF1/TYMP che principalmente colpisce il cervello e il tratto gastrointestinale, i sintomi possono emergere in qualsiasi momento durante i primi cinquanta anni di vita; solitamente emergono prima che la persona compia vent'anni. È comune una perdita di peso così come la mancanza della facoltà dello stomaco e dell'intestino di automaticamente espandersi e contrarsi e pertanto di muovere il cibo (chiamata motilità gastrointestinale) – ciò porta al sentirsi pieno dopo aver mangiato poco, nausea, reflusso acido. Tutti gli individui affetti sviluppano una perdita di peso e una progressiva disutilità gastrointestinale manifestando sazietà precoce, nausea, diarrea, vomito, dolore e gonfiore allo stomaco.  Le persone sviluppano anche neuropatia, con debolezza e formicolio. Sono presenti spesso problemi oculari e disabilità intellettiva.

## Cause
Le sindromi sono causate da mutazioni genetiche che possono essere ereditato dai genitori o può formarsi spontaneamente durante lo sviluppo del feto.
Le sindromi miopatiche sono strettamente correlate ad una gamma di mutazioni del gene TK2. È possibile osservare una riduzione dell'attività del TK2 fino a meno del 32% rispetto ai livelli normali, nelle persone a cui è stata diagnosticata questa sindrome da deplezione del DNA mitocondriale. Poiché il TK2 gioca un ruolo chiave nel meccanismo di riutilizzazione delle purine a livello mitocondriale di molti dessossiribonucleosidi trifosfati (dNTPs), una diminuzione dell'attività porta ad una diminuzione nel ciclo dei nucleotidi. Questa carenza nel riciclo di nucleotidi è deleteria dal momento che i mitocondri non possono sintetizzare interamente i nuovi desossinucleotidi, e la membrana interna dei mitocondri previene i nucleotidi caricati negativamente del citosol dall'entrare all'interno.
Il gene SUCLA2 codifica per la subunità-beta di SCS-A. Questo enzima catalizza la sintesi di succinato e del coenzima A in succinil-coenzima A, ma è anche associata con il complesso formato da nucleosidi difosfati chinasi (NDPK) nell'ultimo step del meccanismo di riutilizzazione delle purine dNTP.
Il gene RRM2B, che è espresso nel nucleo cellulare, codifica per una delle due versioni della subunità R2 della Ribonucleoside-trifosfato reduttasi, che genera nucleotidi precursori richiesti per la replicazione del DNA attraverso la riduzione dei ribonucleosidi difosfati a desossiribonuclosidi difosfati.  La versione di R2 codificata dal RRM2B è indotta dalla p53, ed è richiesta per la normale preparazione delle DNA e mtDNA sintesi nelle cellule non proliferanti.  L'altra forma di R2 è espressa nelle cellule che si stanno dividendo (divisione cellulare).
Il gene DGUOK codifica per la desossiguanosina chinasi mitocondriale (dGK), che catalizza la fosforilazione dei desossiribonucleosidi in nucleotidi. Il POLG codifica per la subunità catalitica pol γA, che è parte della DNA polimerasi mitocondriale.
Altre cause sono delle mutazioni della timidina fosforilasi (TyMP), succinato-CoA ligasi, subunità alfa (SUCLG1) e la PEO1/twinkle (C10orf2).

## Diagnosi
La sindrome è diagnosticata in base a sintomi sistematici presenti nei bambini, seguiti da un'analisi clinica e test di laboratorio (per esempio, alti livelli di acido lattico sono comuni) e l'impiego di tecnologie di imaging medico. Infine viene solitamente confermata e formalmente identificata da test genetici.

## Trattamento
Non ci sono trattamenti per la MDDS, ma alcuni dei sintomi possono essere trattati.  Per le persone che non vengono uccise dalla MDDS, ci sono medicine per controllare l'epilessia, e la fisioterapia possono aiutare nel controllare i muscoli.  Trapianti di fegato possono beneficiare le persone che hanno complicazioni epatiche.

## Prognosi

### Forma miopatica
La forma miopatica relativa al TK2 provoca una rapida progressione della debolezza muscolare portando a una insufficienza respiratoria e alla morte in pochi anni. La più comune causa di morte è l'infezione polmonare. Solo poche persone sono sopravvissute alla tarda infanzia e all'adolescenza.

### Forma encefalomiopatica
Le sindromi relative al SUCLA2 ed al RRM2B provocano deformazioni cerebrali. Una studio del 2007 basato su 12 casi dalle Fær Øer (dove è presente un'alta incidenza della malattia data dall'effetto del fondatore) ha suggerito che lo sviluppo della malattia è più o meno lo stesso, soprattutto riguardo l'alta mortalità infantile. Studi più recenti, del 2015, riguardanti 50 persone con le mutazioni SUCLA2, con una gamma di 16 diverse mutazioni, mostrano una alta variabilità nello sviluppo con un certo numero di persone che sopravvivono all'età adulta (con una vita media di 20 anni). C'è una prova significativa (p = 0.020) che le persone con mutazioni di senso (l'ordine dei nucleotidi) hanno percentuali di sopravvivenza più lunghe, che potrebbe significare che una parte delle proteine prodotte hanno un residuo di attività enzimica.
Le mutazione del RRM2B sono state riscontrate in 16 bambini con una grave forma encefalomiopatica di MDDS che è correlata al manifestarsi della sindrome nei neonati o nei bambini molto piccoli, un'esposizione riguardante più organi alla malattia, e un'alta mortalità durante l'infanzia.

### Forma epatopatica
Le sindromi relative ai DGUOK, POLG, e MPV17 provocano dei difetti congeniti al fegato. La disfunzione del fegato è progressiva al passare del tempo nella maggior parte degli individui con entrambe le forme DGUOK ed è la più comune causa di morte. Per i bambini con la forma riguardante più organi, un trapianto di fegato non fornisce nessun beneficio al fine della sopravvivenza.
La malattia del fegato solitamente progredisce fino ad un'insufficienza epatica nei bambini affetti dalla sindrome relativa alla mutazione del MPV17, il trapianto di fegato rimane l'unica opzione di trattamento per evitare l'insufficienza. È stato riportato che approssimativamente metà dei bambini affetti che non sono stati sottoposti al trapianto sono morti per la progressiva insufficienza – la maggior parte durante la prima infanzia. Pochi bambini sono stati riportati per essere sopravvissuti senza un trapianto di fegato.

## Ricerca
La terapia di aggiro dei nucleosidi (Nucleoside bypass therapy) è un trattamento che si propone di ristabilire i normali livelli di desossiribonucleotidi (dNTPs) nei mitocondri.